# Estació d'Alzira
L'estació de tren d'Alzira d'Adif està situada al nord del nucli urbà i del riu Xúquer, a la Ribera Alta. Aquesta disposa de serveis de la línia C-2 de Rodalies València operada per Renfe. L'estació consta d'un edifici arran de terra que dona accés a les vies.
El 12 de juliol de 1845, es dona la concessió d'un ferrocarril de València a Madrid per Albacete, Almansa, Xàtiva i Alzira al britànic Wole, vingut a promoure la idea del ferrocarril a Espanya amb alguns dels seus compatriotes. Poc després, creen la Societat del Ferrocarril de Madrid a València, amb un capital de 240 milions de rals, però poc després d'haver realitzat alguns treballs, es convoca una assemblea general dels accionistes en 1847 per a la dissolució de la companyia. Els pocs treballs realitzats i els drets de concessió se cedeixen a l'espanyol Próspero Volney, però el nou conveni ja no es refereix més que al tram de Grau de València a Xàtiva (que portava en aquest moment el nom de Sant Felip de Xàtiva). A principis de 1851, Volney cedeix els seus drets a l'empresari valencià Josep Campo i Pérez. És ell qui construirà la Societat de Ferrocarrils del Grau de València a Xàtiva i establirà una verdadera xarxa. Abans de finals d'any, funda la Companyia del Ferrocarril de Xàtiva al Grau de València. La primera secció de València al Grau s'obri en 1852, l'estació va ser inaugurada l'1 de maig de 1853 amb l'obertura del tram Alzira-Benifaió.

## Serveis Ferroviaris
| Procedència/Destinació | <        | Línia | >          | Procedència/Destinació |
| ---------------------- | -------- | ----- | ---------- | ---------------------- |
| València-Nord          | Algemesí | C-2   | Carcaixent | Carcaixent             |